# Walter Kühlthau
Walter Friedrich Kühlthau (* 16. August 1906 in Essen; † 27. November 1978 in Wuppertal) war ein deutscher Politiker (CDU).

## Leben
Walter Kühlthau war der Sohn eines Metzgermeisters. Nach dem Abschluss der Realschule absolvierte Kühlthau, der evangelischen Glaubens war, von 1922 bis 1924 eine Lehre und arbeitete anschließend zwei Jahre als Angestellter bei der Industrie- und Handelskammer Essen (IHK). Von 1926 bis 1930 war er Büroleiter im Institut für Konjunkturforschung Essen. Danach ging er zur Essener IHK zurück und war zunächst Leiter der Abteilung Bücherei, Archiv und Statistik, später Sachbearbeiter für Devisenfragen. Nachdem er 1937 das Verwaltungsakademie-Diplom auf der Verwaltungsakademie in Essen erworben hatte, wurde er 1938 Bürovorsteher in der IHK. 1942 übernahm er dort das Referat für Devisen und Außenhandelsfragen. Im selben Jahr bestand er eine Begabtenprüfung, die ihn berechtigte, auch ohne Abitur Volkswirtschaftslehre zu studieren.
Nach dem Zweiten Weltkrieg war Kühlthau von 1946 bis 1953 Geschäftsführer der IHK-Zweigstelle in Oberhausen. Er nahm 1949 ein berufsbegleitendes Studium der Volkswirtschaftslehre in Münster in Westfalen auf, schloss dieses aber nicht ab. 1955 erhielt Kühlthau die Zuerkennung zum höheren Verwaltungsdienst, im gleichen Jahr wurde er zum Stadtkämmerer von Wuppertal berufen. Dieses Amt hatte er bis 1958 inne. Ab 1956 war er Dozent der Verwaltungs- und Wirtschaftsakademie Wuppertal und ab 1958 fungierte er als kaufmännischer Vorstand der Wuppertaler Stadtwerke AG.
Kühlthau wurde 1961 zum Präsidenten des Wuppertaler SV (WSV) gewählt, die Funktion übte er bis 1968 aus.
Nach Kühlthau ist der Walter-Kühlthau-Weg am 21. Mai 1991 in Wuppertal benannt.

## Politik
Walter Kühlthau beantragte am 7. Juni 1937 die Aufnahme in die NSDAP und wurde rückwirkend zum 1. Mai desselben Jahres aufgenommen (Mitgliedsnummer 4.471.814). 1946 trat er in die CDU ein und war Mitglied des Kreisvorstandes in Oberhausen und später in Wuppertal. Er wirkte als Mitglied des Bundesparteiausschusses Öffentlicher Dienst der CDU. Ab 1966 war ab Vorsitzender des Ausschusses für kommunale Wirtschaft der CDU/CSU.
Von 1948 bis 1955 gehörte Kühlthau dem Stadtrat von Oberhausen an und war dort seit 1950 stellvertretender Vorsitzender der CDU-Fraktion. Von 1952 bis 1955 war er in Oberhausen Bürgermeister.
Walter Kühlthau war vom 5. Juli 1950 bis zum 4. Juli 1954 direkt gewählter Landtagsabgeordneter des 2. Landtages von Nordrhein-Westfalen für den Wahlkreis Oberhausen-Süd. Er gehörte dem Deutschen Bundestag von 1953 bis 1961 an, wo er den Wahlkreis Essen I vertrat. Von 1957 bis 1961 war er stellvertretender Vorsitzender des Bundestagsausschusses für Inneres. Vom 25. Juli 1966 bis zum 27. Mai 1975 war er erneut Mitglied des 6. und 7. Landtages von Nordrhein-Westfalen, in den er jeweils über die Landesliste einzog.